# 毛罗修士高地

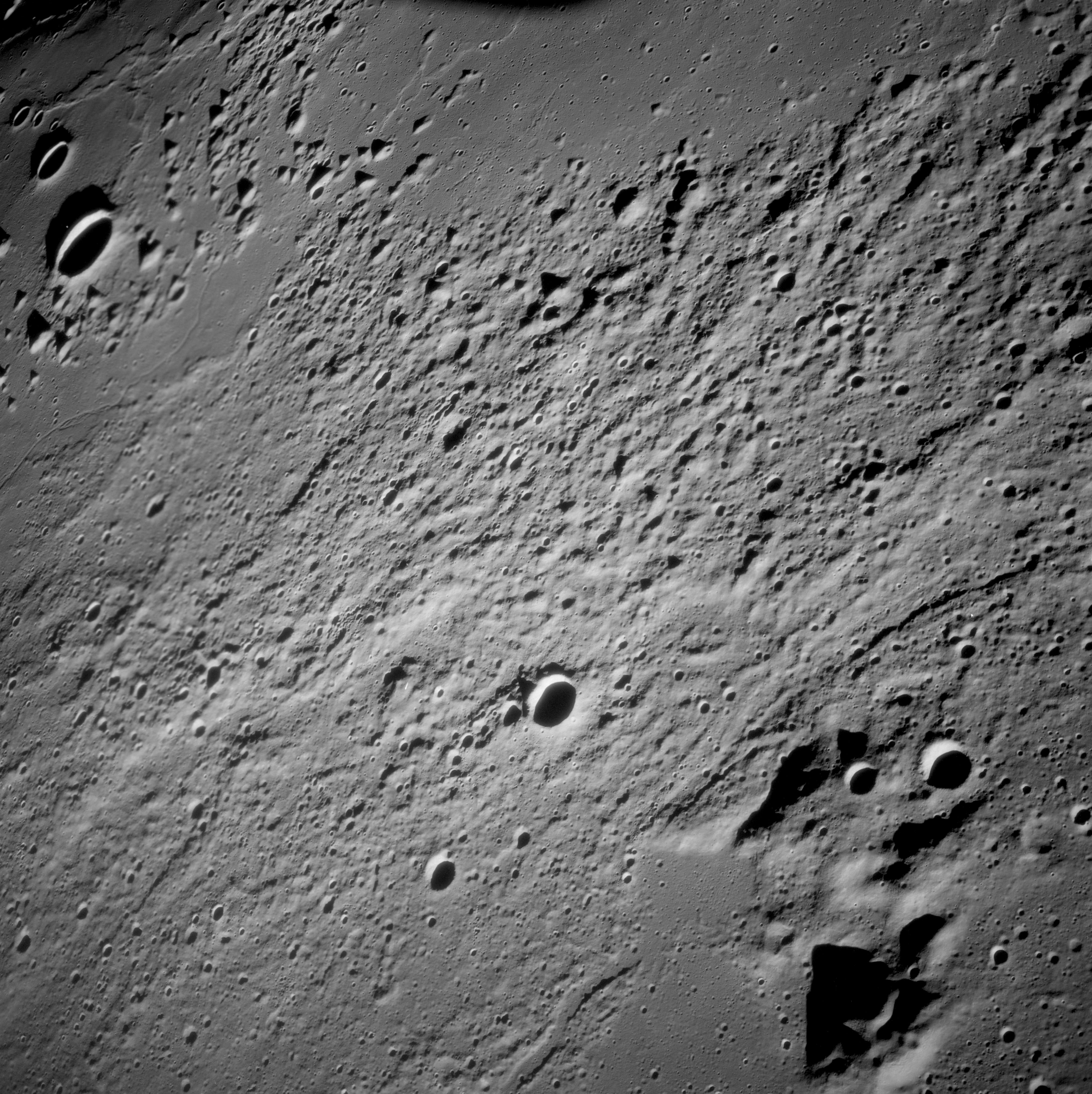
阿波罗12号从月球轨道上拍摄的毛罗修士建造斜视图

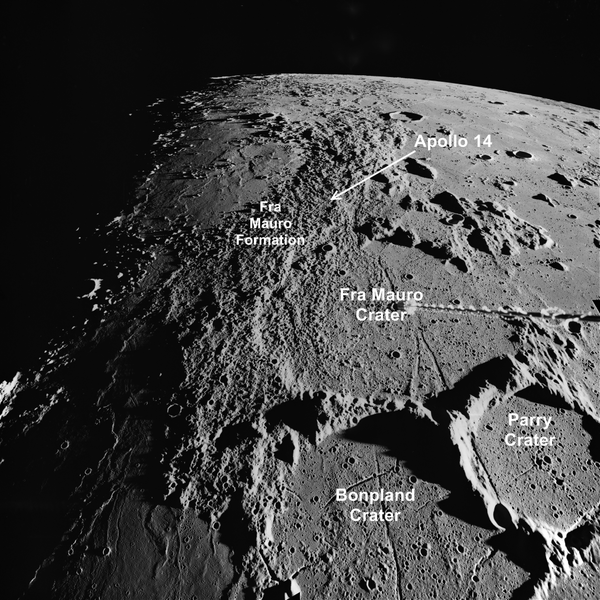
阿波罗14号降落在毛罗修士环形山北面的毛罗修士高地

毛罗修士高地或毛罗修士地層（Fra Mauro formation）是月球正面的一处月表特征，为1971年美国阿波罗14号任务着陆点，以位于它之中的直径80公里的毛罗修士环形山所命名，该建造及毛罗修士环形山都取名自十五世纪意大利僧侣及地图学家毛罗修士。阿波罗13号原计划降落在毛罗修士高地，但最终因飞行中发生技术故障而没能着陆。 
毛罗修士高地被认为形成于雨海大撞击所抛射的喷出物或碎屑。阿波罗14号期间，宇航员们从靠近直接着陆点的科恩坑（Cone）采集了喷出物，获得了对地层深处成分更深入的了解，来自此次任务的数据帮助确定了雨海的大致年龄，表明它不超过42.5亿年。

## 形成与地理
毛罗修士高地是一处分布广阔的丘陵地质区，覆盖了环雨海周边的大部分月表，被认为形成于雨海大撞击所抛出的喷发物。该地区主要由相对较低的山脊和丘陵组成，其间逶迤着起伏的山谷。大部分来自雨海撞击的喷射物毯已被更后的撞击碎片所覆盖，且其表层也可能被发生的月震所扰动。从地层中发现的碎屑可能起源于原始月壳深处，在那里收集的样本可以更深入地揭示月球地质变迁史。根据阿波罗14号所获得的数据，该地层岩石学表明，撞击和喷发的历史可能跨越约5亿年。
宽1000英尺、深约250英尺，靠近阿波罗14号着陆点的科恩坑，撞击形成时间相对较晚，本次任务的主要目标之一就是对位于它边缘上的原始雨海地层进行取样。
阿波罗14号获取的毛罗修士地层样本显示，形成雨海盆地的撞击时间不超过42.5亿年。

## 地质

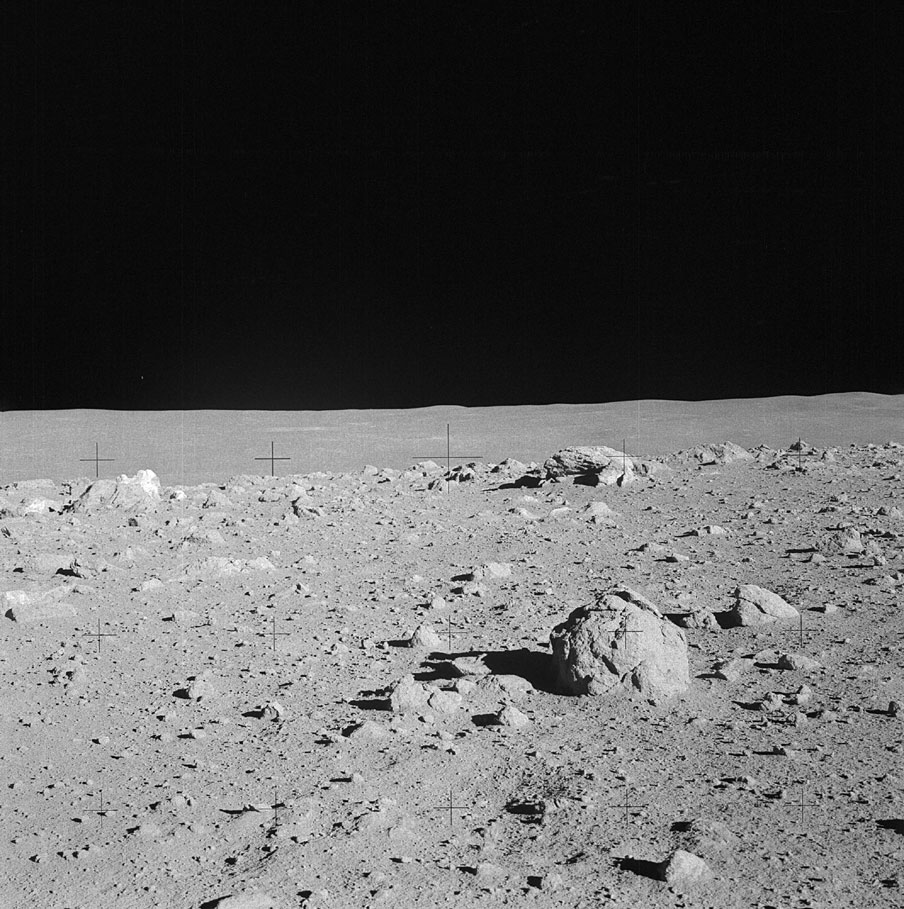
阿波罗14号拍摄的照片显示了科恩坑边缘附近的一堆巨石，注意一些较大石块上的分层。

阿波罗14号样本分析表明，在直接着陆区存在五种主要的地质成分：风化角砾岩、碎屑角砾岩、火成岩岩性、粒状岩性和撞击-熔融岩性。这些组合物中的每种样本都在着陆区两处主要表面单元：约2500万年的科恩坑瞬间撞击覆盖毯区和周边更古老的高地区，这二者中的一处或二处都找到。

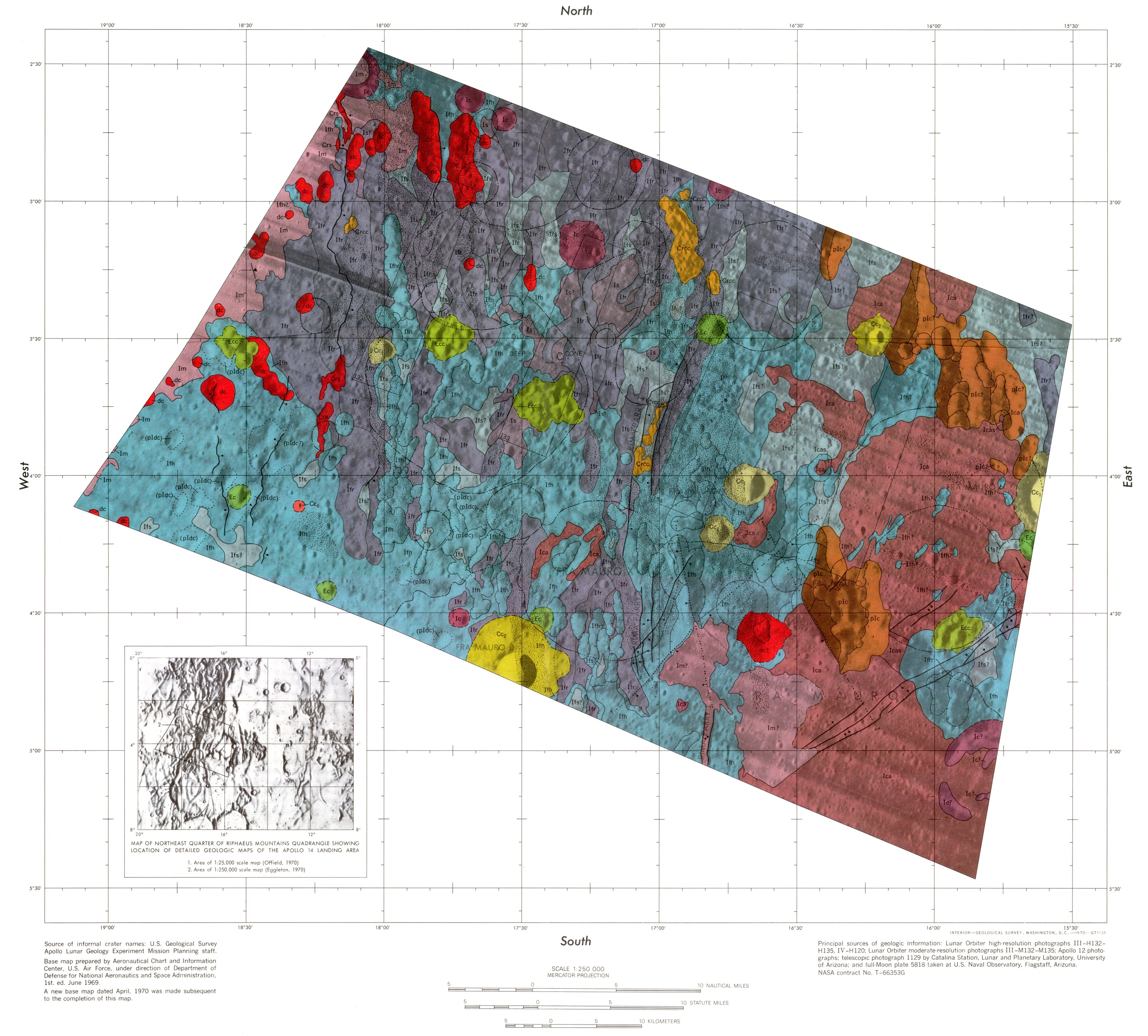
该建造的一处区域地质图（点击放大）

任务期间，宇航员艾伦·谢泼德和艾德加·米切尔找到了科恩坑形成时撞击抛出的喷发物，据信这一被雨海撞击掘出的物质可能来自地下80米（260英尺）深处。大部分从月球弗拉·毛罗高地带回的样本都被归类为科恩坑附近的角砾岩。
对阿波罗14号样本进行的研究表明，样本不支持着陆区可能被火山岩或玄武岩覆盖的看法。科恩坑喷出物样本中玄武岩很稀少，但在较远的西部，直接着陆点对面，样本则较为丰富。对此提出了两种解释：（1）降落点的玄武岩大部分位于科恩坑所发掘深度以下；或（2）登陆区下方曾存在过的玄武岩熔岩流已被附近一座直径100米（330英尺）的陨坑抽走。据信，前者似乎更有可能，因为玄武岩类似于在科恩坑中所找到的。但所找到的玄武岩与着陆点是否存在直接联系则是不能确定的，因为它位于山脊间的山谷中，并且也有可能这些玄武岩只不过是因其他的撞击而沉积在那里的。
阿波罗14号宇航员采集了科恩坑喷出物中的石块，这些石块似乎是层状和碎裂的角砾岩，由于它们地质龄较大，与周边地表外观明显不同，越接近科恩坑，石块的尺寸和数量就越大，相信它们发掘于科恩坑最深处。这些岩石也显示了毛罗修士地层的一般特征：碎屑结构、分层、节理或碎裂。

## 着陆地点选择
由于阿波罗14号是一项早期阿波罗任务，因技术原因，着陆地点被局限在赤道地区。在阿波罗12号展示了降落在预定着陆区的能力后，任务策划者们就开始考虑在月球粗糙但地质上更有趣的区域着陆。
被迫放弃的阿波罗13号任务原本计划在毛罗修士高地着陆，阿波罗14号则被安排降落在澄海利特罗地区。但在阿波罗13号登陆失败后，阿波罗14号的目标则重新调整为毛罗修士高地，因为它被认为比利特罗地区更有趣。在那里，阿波罗14号的取样目标是雨海撞击喷出物，以便能更深入地了解月球的地质史。位于新形成的科恩坑附近的一处着陆点被选定，因为该陨坑充当了一个“自然探洞”作用，可让宇航员获得任务的首要目标—雨海喷出物。